# Başbakanlık Kupası
Der Başbakanlık Kupası (deutsch: Premierminister-Pokal) war ein Pokalwettbewerb im türkischen Fußball, der mit Unterbrechungen von 1944 bis 1998 stattfand. Von 1944 bis 1950 spielten der Meister der Türkiye Futbol Şampiyonası und Millî Küme gegeneinander, was den Wettbewerb zum ersten Superpokal in Europa machte. 1950 fand die Millî Küme zum letzten Mal statt. Der türkische Fußballverband führte den Pokalwettbewerb 1966 wieder ein.
Mit der Wiedereinführung änderten sich die Teilnahmeregelung der zwei Mannschaften. Ab 1966 spielte der 2. Ligameister gegen den Sieger der Amateurliga. Von 1971 bis 1998 trafen der Vizemeister der 1. Lig auf den Finalisten des türkischen Fußballpokals aufeinander. Von 1982 bis 1984 fanden die Endspiele nicht statt.
Das letzte Endspiel wurde am 14. Mai 1998 zwischen Fenerbahçe Istanbul und Trabzonspor ausgetragen. Mit acht gewonnenen Endspielen ist Fenerbahçe Rekordsieger.

## Die Endspiele im Überblick
| Jahr | Spielort                   | Meister (Millî Küme) | Ergebnis              | Meister (Türkiye Futbol Şampiyonası) |
| ---- | -------------------------- | -------------------- | --------------------- | ------------------------------------ |
| 1944 | 19 Mayıs Stadı, Ankara     | Beşiktaş Istanbul    | 4:1                   | Fenerbahçe Istanbul                  |
| 1945 | 19 Mayıs Stadı, Ankara     | Fenerbahçe Istanbul  | 3:2                   | Harp Okulu Ankara                    |
| 1946 | 19 Mayıs Stadı, Ankara     | Fenerbahçe Istanbul  | 4:0                   | Gençlerbirligi Ankara                |
| 1947 | 19 Mayıs Stadı, Ankara     | Beşiktaş Istanbul    | 4:1                   | Ankara Demirspor                     |
| 1948 | nicht ausgetragen          | nicht ausgetragen    | nicht ausgetragen     | nicht ausgetragen                    |
| 1949 | nicht ausgetragen          | nicht ausgetragen    | nicht ausgetragen     | nicht ausgetragen                    |
| 1950 | 19 Mayıs Stadı, Ankara     | Fenerbahçe Istanbul  | 2:1 n. V.             | Göztepe İzmir                        |
| Jahr | Spielort                   | Meister (2. Liga)    | Ergebnis              | Meister (Amateurliga)                |
| 1966 | 19 Mayıs Stadı, Ankara     | Eskişehirspor        | 1:0                   | Trabzon İdmanocağı                   |
| 1967 | 19 Mayıs Stadı, Ankara     | Mersin İdman Yurdu   | 2:0                   | Izmir Denizgücü                      |
| 1968 | 19 Mayıs Stadı, Ankara     | İzmirspor            | 0:2 n. V.             | Izmir Denizgücü                      |
| 1969 | 19 Mayıs Stadı, Ankara     | MKE Ankaragücü       | 3:0                   | Sebat Gençlik                        |
| 1970 | 19 Mayıs Stadı, Ankara     | Boluspor             | 8:1                   | Muhafızgücü Ankara                   |
| Jahr | Spielort                   | Vizemeister          | Ergebnis              | Pokalfinalist                        |
| 1971 | 19 Mayıs Stadı, Ankara     | Fenerbahçe Istanbul  | 0:1 n. V.             | Bursaspor                            |
| 1972 | 19 Mayıs Stadı, Ankara     | Eskişehirspor        | 2:0                   | Altay İzmir                          |
| 1973 | 19 Mayıs Stadı, Ankara     | Fenerbahçe Istanbul  | 5:2 n. V.             | MKE Ankaragücü                       |
| 1974 | 19 Mayıs Stadı, Ankara     | Beşiktaş Istanbul    | 3:2 n. V.             | Bursaspor                            |
| 1975 | Cebeci İnönü Stadı, Ankara | Galatasaray Istanbul | 1:0                   | Trabzonspor                          |
| 1976 | 19 Mayıs Stadı, Ankara     | Fenerbahçe Istanbul  | 2:2 n. V. (5:6 i. E.) | Trabzonspor                          |
| 1977 | 19 Mayıs Stadı, Ankara     | Fenerbahçe Istanbul  | 1:2                   | Beşiktaş Istanbul                    |
| 1978 | 19 Mayıs Stadı, Ankara     | Trabzonspor          | 2:1                   | Adana Demirspor                      |
| 1979 | 19 Mayıs Stadı, Ankara     | Galatasaray Istanbul | 1:0                   | Altay İzmir                          |
| 1980 | 19 Mayıs Stadı, Ankara     | Fenerbahçe Istanbul  | 1:0 n. V.             | Galatasaray Istanbul                 |
| 1981 | 19 Mayıs Stadı, Ankara     | Adanaspor            | 1:3                   | Boluspor                             |
| 1982 | nicht ausgetragen          | nicht ausgetragen    | nicht ausgetragen     | nicht ausgetragen                    |
| 1983 | nicht ausgetragen          | nicht ausgetragen    | nicht ausgetragen     | nicht ausgetragen                    |
| 1984 | nicht ausgetragen          | nicht ausgetragen    | nicht ausgetragen     | nicht ausgetragen                    |
| 1985 | 19 Mayıs Stadı, Ankara     | Trabzonspor          | 7:2                   | Kayserispor                          |
| 1986 | 19 Mayıs Stadı, Ankara     | Galatasaray Istanbul | 8:1                   | Altay İzmir                          |
| 1987 | 19 Mayıs Stadı, Ankara     | Beşiktaş Istanbul    | 2:2 n. V. (2:4 i. E.) | Eskişehirspor                        |
| 1988 | 19 Mayıs Stadı, Ankara     | Beşiktaş Istanbul    | 3:2                   | Samsunspor                           |
| 1989 | 19 Mayıs Stadı, Ankara     | Galatasaray Istanbul | 2:3 n. V.             | Fenerbahçe Istanbul                  |
| 1990 | 19 Mayıs Stadı, Ankara     | Galatasaray Istanbul | 1:0                   | Trabzonspor                          |
| 1991 | 19 Mayıs Stadı, Ankara     | Trabzonspor          | 1:3                   | MKE Ankaragücü                       |
| 1992 | 19 Mayıs Stadı, Ankara     | Fenerbahçe Istanbul  | 1:3                   | Bursaspor                            |
| 1993 | 19 Mayıs Stadı, Ankara     | Trabzonspor          | 0:1 n. V.             | Fenerbahçe Istanbul                  |
| 1994 | 19 Mayıs Stadı, Ankara     | Fenerbahçe Istanbul  | 3:4                   | Trabzonspor                          |
| 1995 | 19 Mayıs Stadı, Ankara     | Fenerbahçe Istanbul  | 1:1 n. V. (2:3 i. E.) | Galatasaray Istanbul                 |
| 1996 | 19 Mayıs Stadı, Ankara     | Trabzonspor          | 4:0                   | Beşiktaş Istanbul                    |
| 1997 | 19 Mayıs Stadı, Ankara     | Beşiktaş Istanbul    | 4:3 n. V.             | Trabzonspor                          |
| 1998 | 19 Mayıs Stadı, Ankara     | Fenerbahçe Istanbul  | 1:0 n. V.             | Trabzonspor                          |

### Rangliste der Sieger
| Rang | Verein                | Siege | Nieder- lagen | Sieger                                         | Unterlegener                             |
| ---- | --------------------- | ----- | ------------- | ---------------------------------------------- | ---------------------------------------- |
| 1    | Fenerbahçe Istanbul   | 8     | 7             | 1945, 1946, 1950, 1973, 1980, 1989, 1993, 1998 | 1944, 1971, 1976, 1977, 1992, 1994, 1995 |
| 2    | Beşiktaş Istanbul     | 6     | 2             | 1944, 1947, 1974, 1977, 1988, 1997             | 1987, 1996                               |
| 3    | Trabzonspor           | 5     | 6             | 1976, 1978, 1985, 1994, 1996                   | 1975, 1990, 1991, 1993, 1997, 1998       |
| 4    | Galatasaray Istanbul  | 5     | 2             | 1975, 1979, 1986, 1990, 1995                   | 1980, 1989                               |
| 5    | Eskişehirspor         | 3     |               | 1966, 1972, 1987                               |                                          |
| 6    | Bursaspor             | 2     | 1             | 1971, 1992                                     | 1974                                     |
|      | MKE Ankaragücü        | 2     | 1             | 1969, 1991                                     | 1973                                     |
| 8    | Boluspor              | 2     |               | 1970, 1981                                     |                                          |
| 9    | Izmir Denizgücü       | 1     | 1             | 1968                                           | 1967                                     |
| 10   | Mersin İdman Yurdu    | 1     |               | 1967                                           |                                          |
| 11   | Altay İzmir           |       | 3             |                                                | 1972, 1979, 1986                         |
| 12   | Adanaspor             |       | 1             |                                                | 1981                                     |
|      | Adana Demirspor       |       | 1             |                                                | 1978                                     |
|      | Ankara Demirspor      |       | 1             |                                                | 1947                                     |
|      | Gençlerbirliği Ankara |       | 1             |                                                | 1946                                     |
|      | Göztepe Izmir         |       | 1             |                                                | 1950                                     |
|      | Harp Okulu Ankara     |       | 1             |                                                | 1945                                     |
|      | İzmirspor             |       | 1             |                                                | 1968                                     |
|      | Kayserispor           |       | 1             |                                                | 1985                                     |
|      | Muhafızgücü Ankara    |       | 1             |                                                | 1970                                     |
|      | Samsunspor            |       | 1             |                                                | 1988                                     |
|      | Sebat Gençlik         |       | 1             |                                                | 1969                                     |
|      | Trabzon İdmanocağı    |       | 1             |                                                | 1966                                     |